# Bokkahalli, Nanjangud
Bokkahalli là một làng thuộc tehsil Nanjangud, huyện Mysore, bang Karnataka, Ấn Độ.